# Crystal (Minnesota)
Crystal – miasto w Stanach Zjednoczonych, w stanie Minnesota, w hrabstwie Hennepin.